# مليكة العليا
مليكة العليا قصر من قصور واد ميزاب السبعة تابع إداريا لبلدية غرداية، تقع مليكة العليا فوق مرتفع جبلي ويقطنه حوالي 15.000 ساكن حسب إحصاء 2008، وتسمية مليكة العليا تدل أنه توجد مليكة السفلى وهي تقع بمحاذاة واد مزاب، ويسمى قصر مليكة العليا بالمزابية «آتمليشت», ويعتبر القصر الثاني من حيث النشأة إذا أخذنا بعين الاعتبار «أغرم ا نواداي» الذي تأسس في نهاية القرن الرابع الهجري (395هـ) ولكن يعدالقصر الثاني من حيث النشأة حيث صعد أهل «أغرم أنواداي» إلى أعلى الجبل فكون «قصر أتمليشت», وهناك قصر جديد في طور البناء من الناحية الشمالية للقصر القديم ويسمى «اعوماد» وتتكون من نظم وهيئات، يسيرها المجلس الأعلى الذي يسمى بحلقة العزابة المسير لشؤون البلدة ثم تليها حلقة إروان وبعدها إمصوردان